# Villa Fátima (La Paz)
Villa Fátima es un barrio de la ciudad de La Paz, Bolivia. La zona se caracteriza por contar con una amplia actividad comercial.En esta zona está ubicada el mercado de Villa Fátima donde se comercializan productos agrícolas llegados de Los Yungas.

## Barrios vecinos
- Norte
  - La Merced
- Sur
  - Miraflores
- este
  - Barrio Petrolero
- Oeste
  - Las Delicias

## Festividad
La fiesta de esta zona se celebra cada 13 de octubre.